# Bonaventura II. von Bodeck
Bonaventura (II.) von Bodeck  (* 12. September 1556 in Antwerpen; † 4. Januar 1629 in Ellgau) war ein niederländisch-deutscher Bankier. Er war Bruder des Johann von Bodeck und Sohn des Bonaventura (I.) von Bodeck.

## Leben

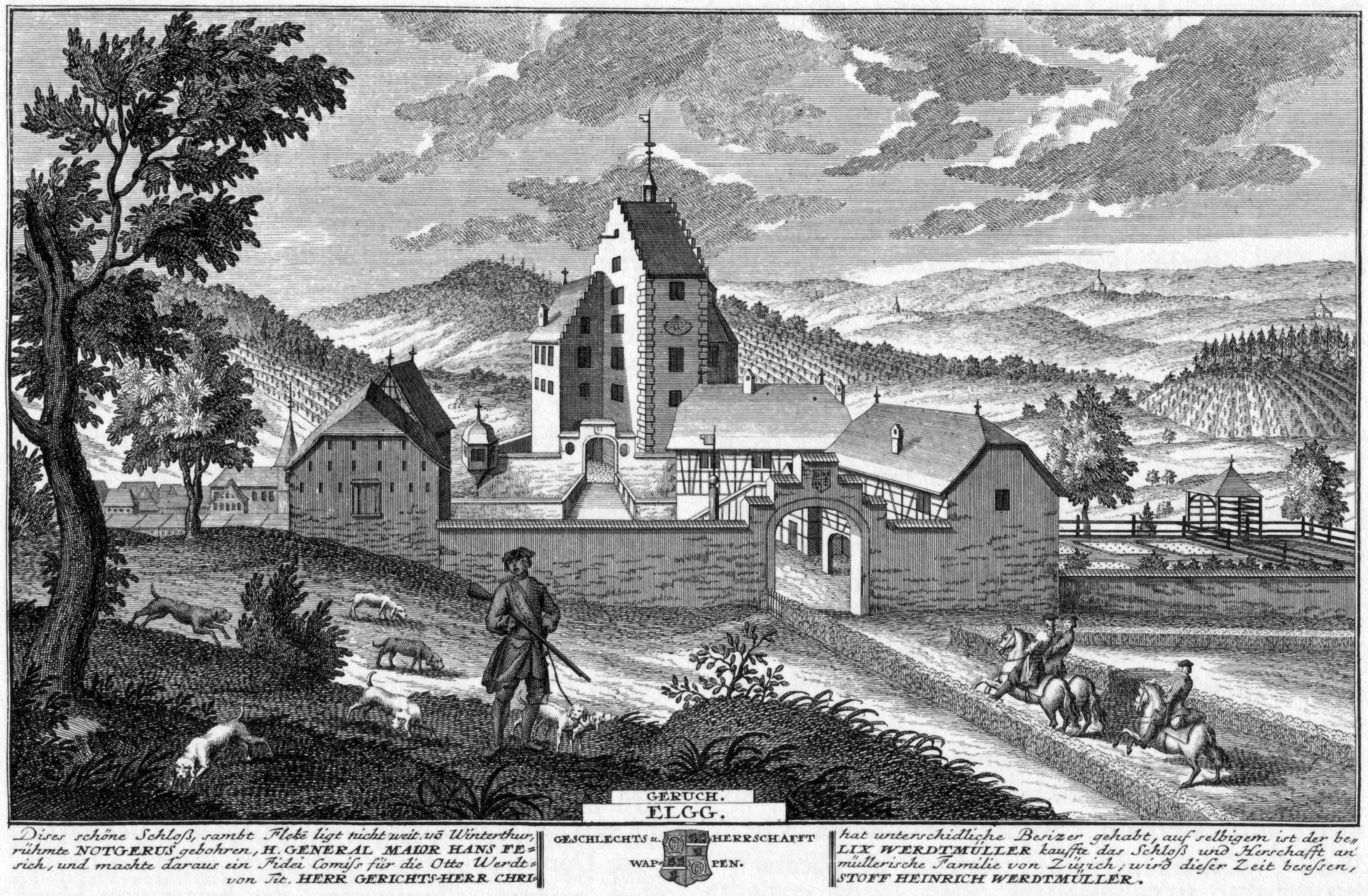
Schloss Ellgau ca. 1743

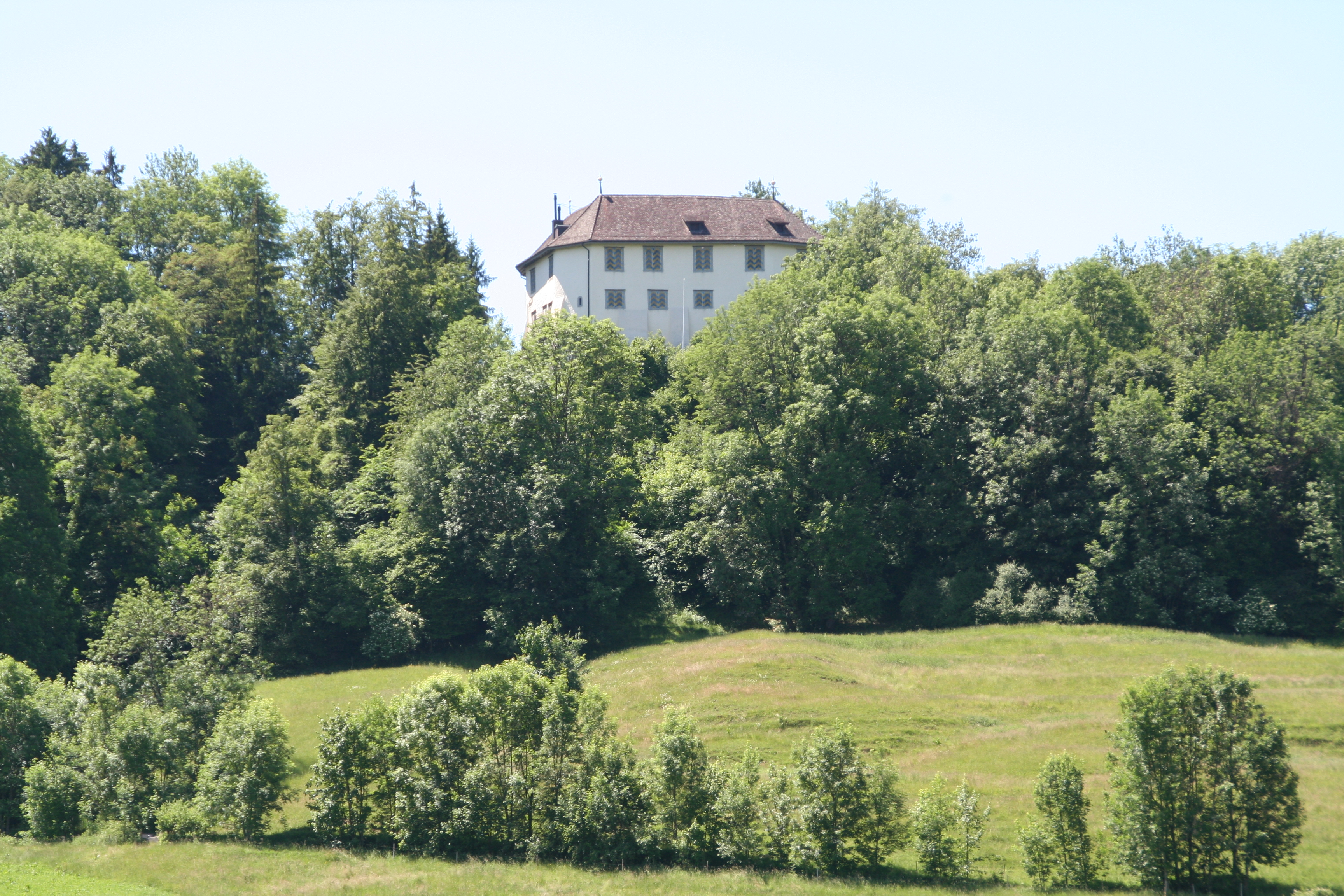
Schloss Elgg 2011

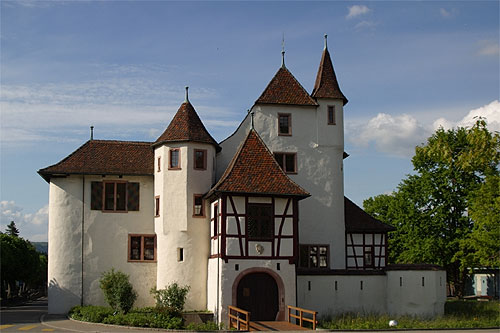
Schloss Pratteln

Er heiratete in erster Ehe 1584 in Augsburg die Katharina von Rehlingen, später wird eine Ursula von Bärenfels († 1627 in Elgau) noch als Ehefrau genannt.
Er siedelte mit seiner Familie am 1. Mai 1599 nach Elgg im Kanton Zürich, wo er für 57500 Gulden das Schloss und die Herrschaft von einer Frau Magdalena Neidhart kaufte.
1617 kaufte er das Schloss Pratteln bei Basel, das er 1627 wieder verkaufte. 1631 kaufte es sein Sohn Bonaventura (III.) wieder und besaß es bis 1640.
Bonaventura (II.) wird als fein gebildeter Mann geschildert, der in der Herrschaft Ellgau jedoch viel Mühe hatte, die von den früheren Herrschaften in Misswirtschaft und desolater Ordnung hinterlassene Disziplin wieder aufzubauen. Seine Bemühungen, die Ökonomie zu heben und die Rechte der Herrschaft wieder zur Geltung zu bringen, stieß auf heftige Widerstände.
Seine Nachkommen waren:
1. Bonaventura (III.) (* 10. März 1588 in Augsburg; † 26. April 1658 in Küngersheim), verheiratet mit Salomé von Thurberg
  1. Magdalena
  2. Josua (* 18. Juni 1626 in Pratteln, Schweiz)
2. Wolfgang Karl († 1629 in Ellgau, er erlag der Pest)
3. Friedrich († 1665)
4. Melchior (* 23. April 1590 in Augsburg), heiratete am 24. März 1619 die Hadewig von Brakel
  1. Bonaventura (* 1635 in Ingen; † 10. Januar 1679 in Ingen); ⚭ (28. Januar 1660 in Tiel) Maria de Bedarrides, († 9. Dezember 1705 in Rijswijk), Tochter von Daniel de Bedarrides, Herr von Geldersweert, Oberstleutnant (1605–1671) und Elisabeth van Gelder, ist eine Enkelin von einem unehelichen Sohn von Karl von Egmond (1467–1538)

Bonaventura (II.), dessen Nachkommen sich seit dem Erwerb der Schweizer Herrschaft „von Bodeck zu Ellgau“, später auch „Bodeck von Ellgau“ nannten, war mit den Bankgeschäften seines Bruders Johann von Bodeck eng verbunden. So hatte er diesem die Verwaltung seines Vermögens zu Frankfurt/Main übertragen.
Nach seinem Tod übernahmen seine Söhne Melchior und Bonaventura (III.) die Herrschaft Ellgau und das Schloss Pratteln, seine Söhne Wolfgang Karl und Friedrich übernahmen das Frankfurter Bankgeschäft (erster jedoch nicht lange, da er noch im gleichen Jahr wie sein Vater verstarb).

Grabsteine der Familie, die nach Renovierung der Kirche in Ellg in der Schlosskapelle aufgestellt wurden

Die Gebrüder Melchior und Bonaventura (III.) hatten durch die Erbschaft an den Rat in Zürich insgesamt 20000 Gulden Erbschaftssteuer zu zahlen, was ihnen in 10 Raten à 2000 Gulden gestundet wurde. Um 1630 trennte sich Bonaventura (III.) von seinem Bruder Melchior und der Herrschaft Ellgau und zog nach Pratteln. Melchior lebte weiter auf Ellgau, war jedoch der Streitigkeiten mit den Einheimischen überdrüssig, so dass er schließlich am 15. Januar 1637 die Herrschaft Ellgau an den Statthalter Peter Sulzer in Winterthur für 58200 Gulden verkaufte. Er lebte hiernach auf seinem Gut in Wintersheim.